# Concept 1900
Concept 1900 (également connu sous le nom Concept 1900 Entertainment) était une entreprise française, créée en 1982, spécialisée dans la création de manèges et de carrousels. Depuis 1996, la société était installée dans l’ancienne Manufacture royale de glaces de miroirs de Saint-Gobain, dans l'Aisne,.

## Histoire
La société a été créée en 1982 par Philippe Legrain, ancien cavalier professionnel et passionné d'équitation. Elle propose à l'origine la production de sujets pour la décoration. Le premier sujet sera réalisé pour le salon du cheval à Paris. L'entreprise s'oriente rapidement sur le marché du loisir en participant à un salon forain. L'entreprise fait ses débuts sous le nom Euro Sujets. L'entreprise est sollicité pour la réhabilitation d'anciens carrousels et commence à proposer ses propres créations. 
L'entreprise française se spécialise la construction de carrousels au style rétro et inspirés du style Gustave Bayol,. Philipe Legrain, fait réaliser des moulages de pièces anciennes pour perpétuer les traditions foraines,. L'entreprise réalise en 2020 un manège de vélocipèdes inspiré de modèles anciens,.
L'entreprise fabrique et exporte 70% ses créations dans le monde entier. 
Après une procédure de sauvegarde depuis avril 2023, l'entreprise est placée en liquidation judiciaire le 17 novembre 2023. 

## Réalisations

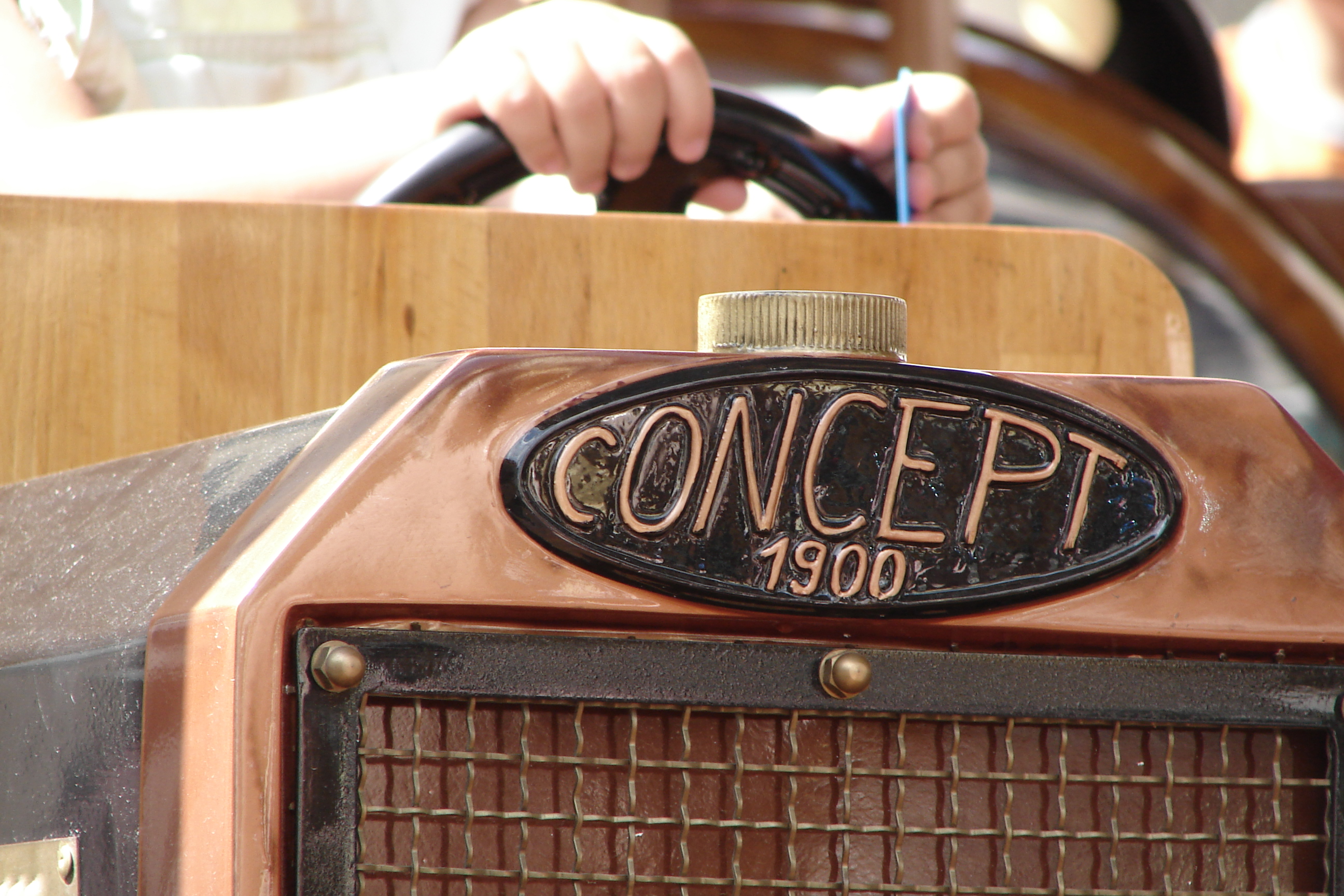
Le manège 1900 à Saint-Quentin.
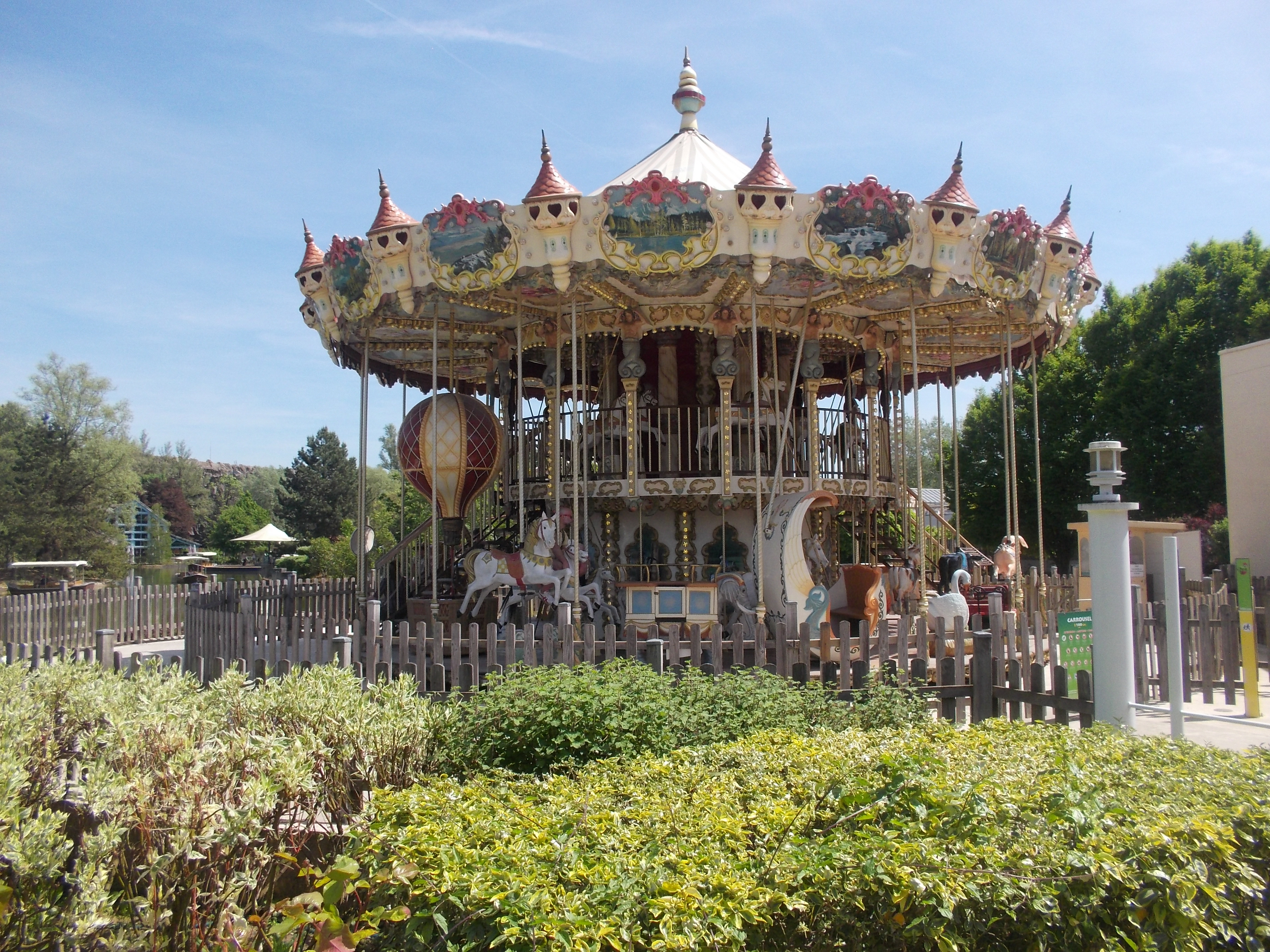
Carrousel 1900 à Walygator Grand Est.
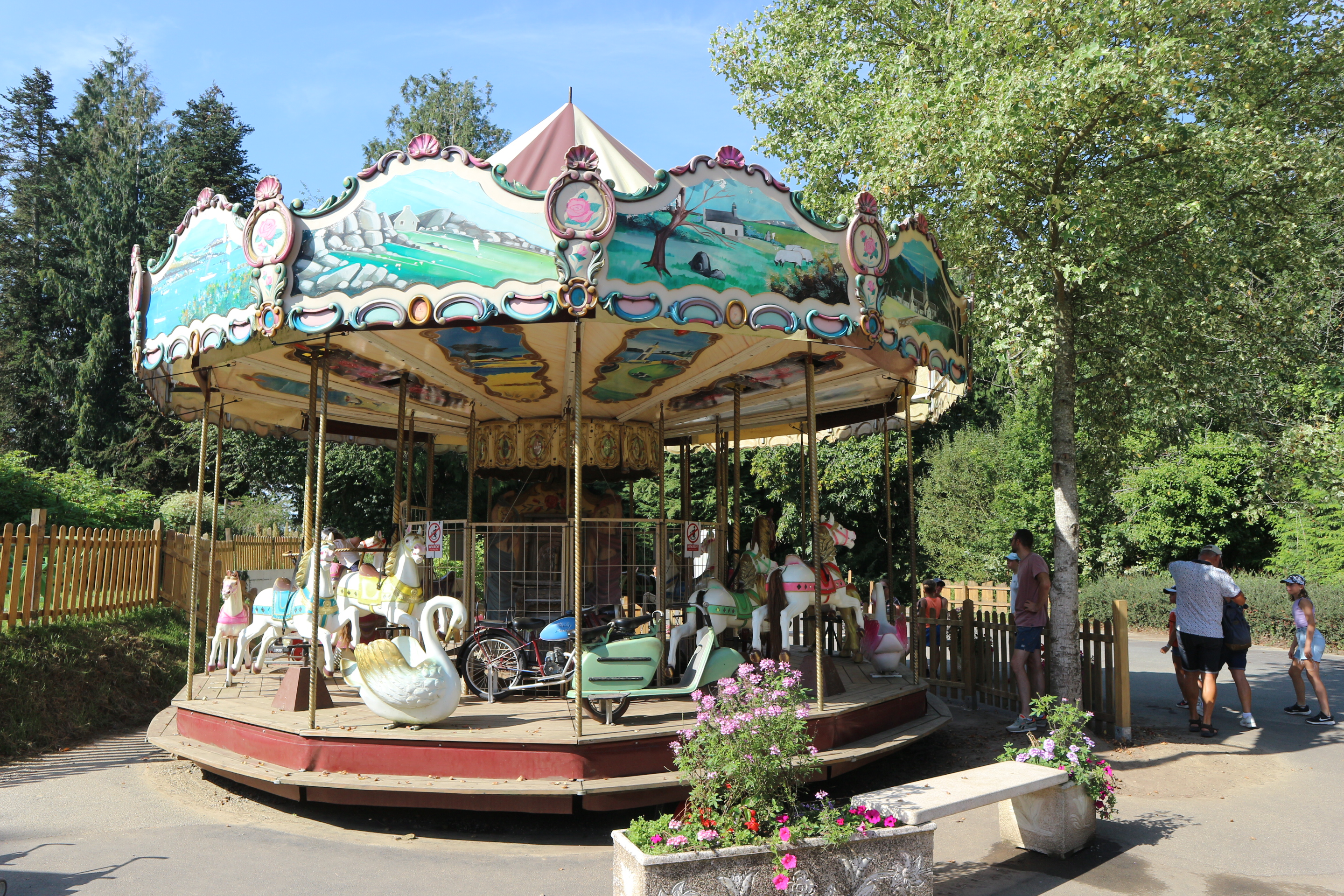
Carrousel 1900 au Parc Ange Michel.
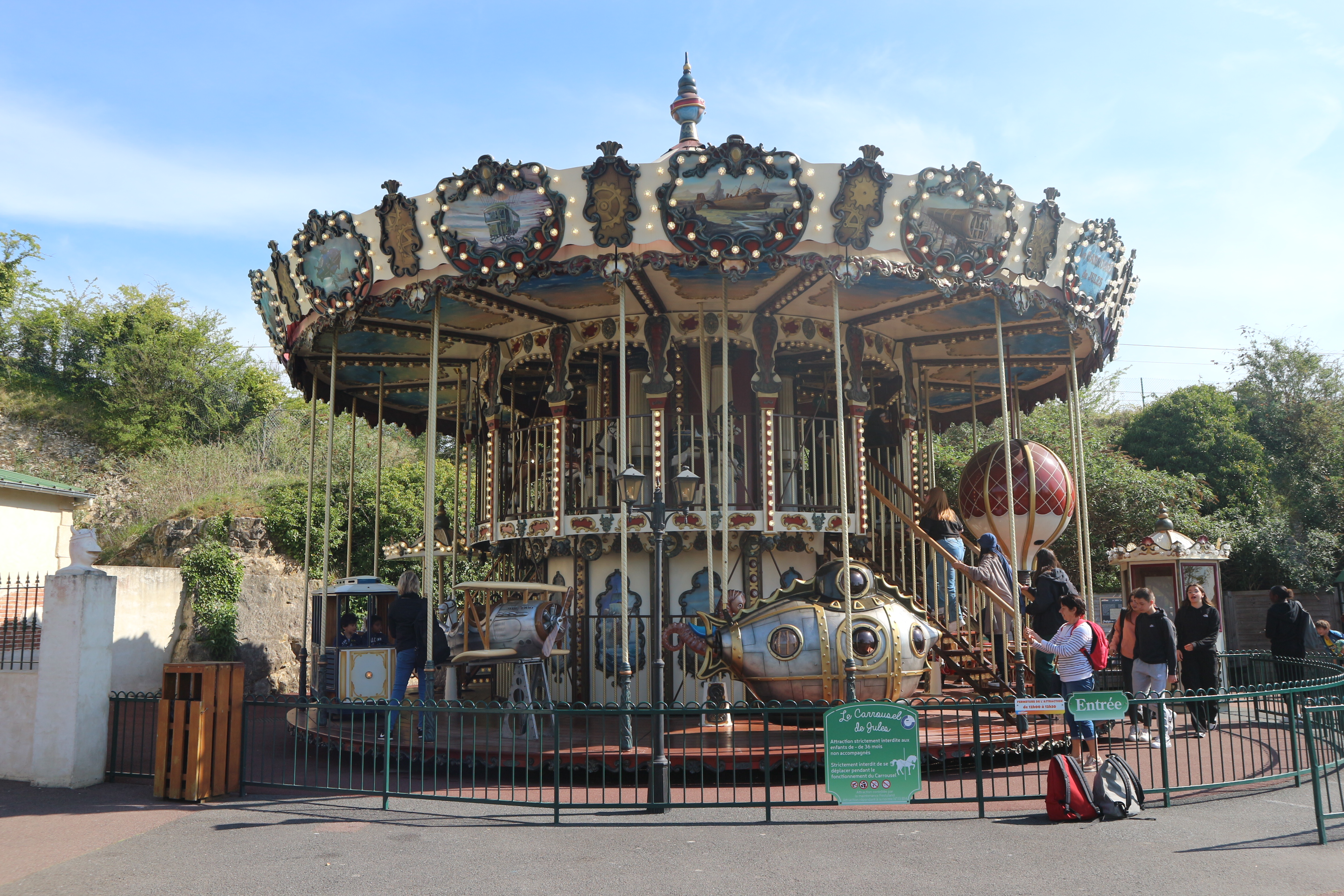
Le Carrousel de Jules à Festyland
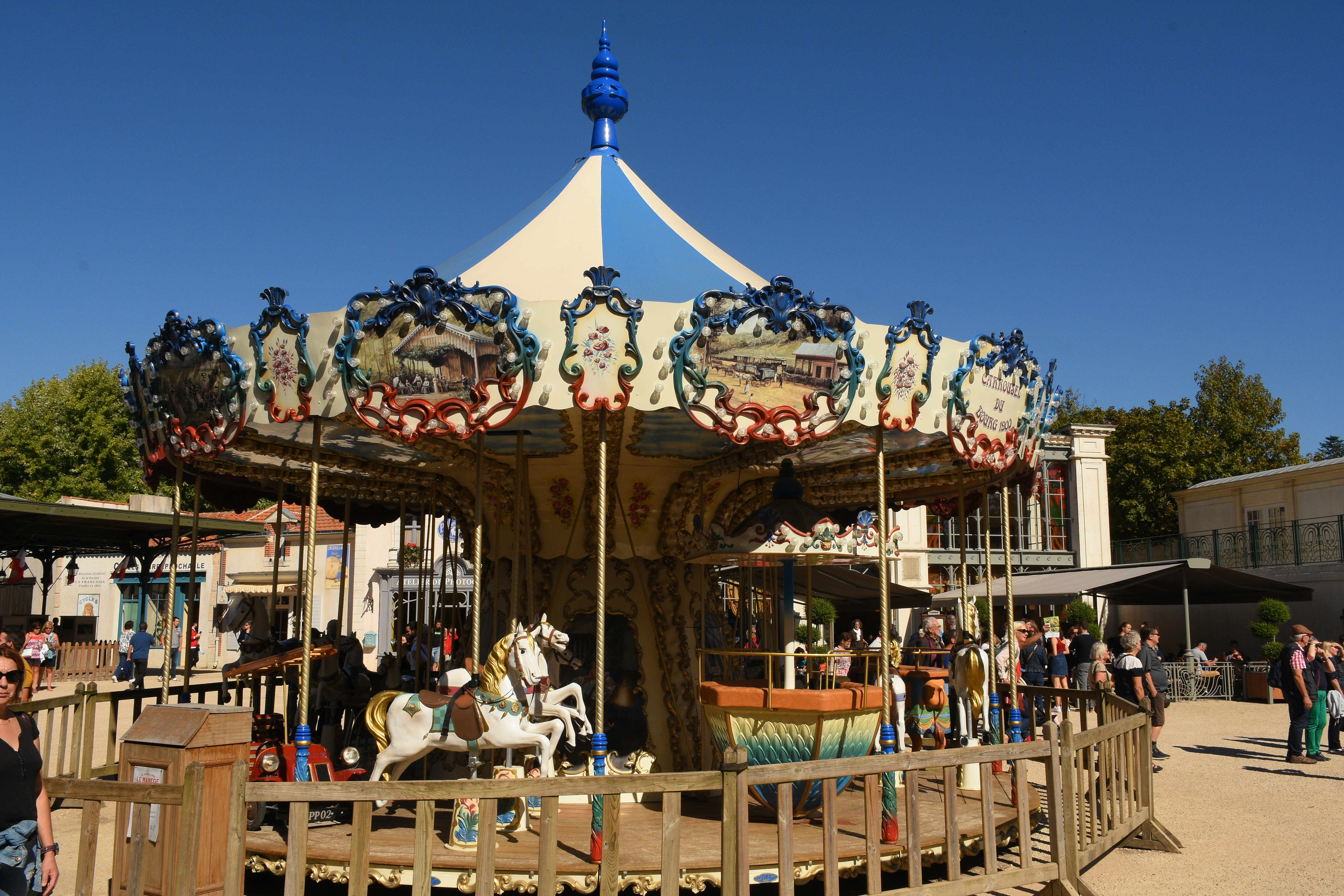
Carrousel du bourg 1900 au Puy du Fou.